# Lagopoecus lyrurus
Lagopoecus lyrurus är en insektsart som beskrevs av Clay 1938. Lagopoecus lyrurus ingår i släktet skärlöss, och familjen fjäderlöss. Arten är reproducerande i Sverige.